# Ferdinand von Eschwege
Ferdinand Ludwig Christian von Eschwege (* 27. September 1790 in Eschwege; † 26. März 1857 in Jestädt) war ein kurhessischer Gutsherr, Generalleutnant und Mitglied der kurhessischen Ständeversammlung.

## Leben

### Familie
Ferdinand Ludwig Christian von Eschwege kam aus dem Haus Reichensachsen, der ersten Linie des alten hessischen Adelsgeschlechts derer von Eschwege. Sein Vater Johann Friedrich Ludwig von Eschwege (* 25. Juni 1743 in Reichensachsen; † 22. April 1795 in Löningen) wurde Hessen-Kasseler Oberstleutnant und heiratete 1787 Charlotte Antoinette Friederike Wilhelmine von Bardeleben (* 11. Juli 1766 auf dem Gut Kattenbruch; † 17. August 1847 in Jestädt).
Ferdinand war eines von zwei Kindern des Paares. Sein älterer Bruder Carl von Eschwege wurde kurhessischer Kammerherr und war zeitweise einer der Obervorsteher der Althessischen Ritterschaft. Auch er war Mitglied der kurhessischen Ständeversammlung. Dessen Sohn Karl von Eschwege war Mitglied der kurhessischen Ständeversammlung, des Kommunallandtags Kassel und des Provinziallandtags der Provinz Hessen-Nassau.

### Beruflicher Werdegang
1821 war Eschwege Major und Kommandeur der Garde du Corps, 1830 erfolgte seine Beförderung zum Oberstleutnant. Als in Folge der Julirevolution von 1830 wiederholt Unruhen in Kassel ausbrachen, kommandierte Eschwege am 7. Dezember 1831, in der so genannten ersten Garde du Corps-Nacht, die Garde du Corps gegen aufgebrachte Kasseler Bürger. Ein Jahr später wurde er zum Oberst befördert.
1833 wurde er Mitglied der kurhessischen Ständeversammlung, dem 3. Landtag, für den Landgrafen von Hessen-Philippsthal. Auch von 1839 bis 1841, dem 7. Landtag, und von 1848 bis 1849, dem 11. Landtag, gehörte er der kurhessischen Ständeversammlung als Mitglied für die Ritterschaft des Werrastroms an. 1841 wurde Eschwege zum Generalmajor befördert und 1855 zum Generalleutnant.
Er starb am 26. März 1857, im Alter von 66 Jahren, in Jestädt, das sich seit 1794 in Familienbesitz der Herren von Eschwege befand.

### Ehe und Nachkommen
Ferdinand von Eschwege heiratete am 18. Oktober 1816 in Reichensachsen Luise Wilhelmine Ernestine Friederike Henriette Caroline Sophie Johanna Treusch von Buttlar-Brandenfels (* 9. Juli 1795 in Markershausen; † 16. März 1869 in Kassel), Tochter des königlich-preußischen Kammerherren Adam Christian Friedrich Ernst Treusch von Buttlar-Brandenfels.
Das Paar hatte fünf Töchter und vier Söhne. Hermann Karl Ludwig Julius Hans (* 7. August 1817 in Reichensachsen; † 13. Juli 1882 in Kassel), der älteste Sohn, wurde kurhessischer Oberst und Oberstallmeister. Sein jüngerer Bruder Ernst August Julius Alexander (* 9. September 1818 in Reichensachsen; † 19. Juli 1857 Jestädt) wurde kurhessischer Forstmeister. Von den Töchtern heiratete 1841 Thusnelda Henriette Wilhelmine (* 4. August 1820 in Reichensachsen; † 12. Juli 1886 in Kassel) den späteren königlich-preußischen Generalleutnant Karl Schenck zu Schweinsberg und Clementine Franziska Wilhelmine (* 13. Juni 1823 in Kassel; † 13. Mai 1900) ehelichte 1848 den kurhessischen Hauptmann und Landtagsabgeordneten Jakob Dörr.